# Łomnica (Czarnków-Trzcianka)
Pour les articles homonymes, voir Łomnica.
Łomnica (prononciation : [wɔmˈnit͡sa], en allemand : Lomnitz) est un village polonais de la gmina de Trzcianka dans le powiat de Czarnków-Trzcianka de la voïvodie de Grande-Pologne dans le centre-ouest de la Pologne.
Il se situe à environ 8 km au nord-est de Trzcianka (siège de la gmina), à 23 km au nord de Czarnków (siège du powiat), et à 82 km au nord de Poznań (capitale de la Grande-Pologne).

## Histoire
De 1975 à 1998, le village faisait partie du territoire de la voïvodie de Piła.

Depuis 1999, Łomnica est situé dans la voïvodie de Grande-Pologne.
Le village possède une population de 300 habitants.